# Айтварас
Айтва́рас (лит. Aitvaras) — в литовской мифологии летучий дух в виде огненного змея, приносящий богатства полюбившемуся семейству либо горе в случае обиды. Привидение, инкуб.
В латышской мифологии Айтварас родственен вяльнясу и соответствует Пукэ, а в славянской мифологии он близок к «Огненному Змею». Наряду с другими литовскими богами Айтвараса упоминает уже в XVI веке Мартинас Мажвидас.

## Этимология
По одной из версий слово Айтварас произошло от литовского aiti — бродяга, вертлявый, сорванец и varas — очень быстрое движение. По другой версии, имя связано со словом aitauti — тихий, спокойный, но эта версия менее распространена. Этимология может быть связана и с иранским pativāra, как и польское poczwara — злой дух, кошмар.
Другие названия: Алтвиксас, Дамавикас, Гаусинелис, Писуханд, Тулиханд, Кокликас, Пукис, Пуук, Спирукас, Атварас, Жалтвикшас и другие.
Среди литовского населения Островетчины в Белоруссии Айтварас был известен как скальсининкас, кутас, хутас, реже — шкутас, спорижюс, порижюс, домовикас.

## Облик
Айтварас в литовской мифологии представлялся летучим духом «красным, как рукав» в образе огненного змея, дракона, оставляющего в небе огненный след. С приходом христианства Айтвараса стали причислять к приспешникам дьявола и ведьм, представляя в образах чёрной вороны, цапли, чёрного или огненного петуха, реже кошки, незаметно разгуливающих днём и превращающихся ночью в опасного дракона. Бытовала страшилка, будто бы такой дракон может украсть человеческую душу и с диким криком низвергнуть её прямиком в ад.

## Описание
До распространения христианства Айтварас, вероятно, был божеством верхнего порядка, руководил достатком и взаимоотношениями людей.
Живёт в небе или в лесах. Считается, что Айтварас приносит в дом, где селится, богатство, молоко, мёд и другие дары, воруя их у соседей. Это благо может порою оборачиваться неприятностями для хозяев дома — их могут обвинить в воровстве. Он показывается в воздухе красной кочергой, проносится, как звезда, указывая, где зарыт клад. Литовский языковед из Франции А. Греймас отмечает, что Айтварас питается яичницей, развлекает себя плетением гривы лошадям, насылает людям кошмары. Считается, что хозяйка в доме, где живёт Айтварас, будет постоянно хворать.
Если Айтварас начинает надоедать, его можно прогнать или убить. Последнее, однако, навлечёт страшный пожар на дом убийцы. Согласно церковным поверьям Айтварас даже после изгнания из дома святой водой может вновь вернуться. Айтварас может исцелиться от соприкосновения с землёй.
В некоторых литовских представлениях, освещённых в эмигрантской газете «Возрождение», Айтварас — это «лесной дух, бегающий в виде ветра по вершинам деревьев. Если бросить нож в крутящийся вихрь, можно поранить айтвараса». В пересказах легенд говорится, что, если кинуть щепку в сторону Айтвараса, то обратно прилетит монетка. Но злоупотреблять щедротами змея не стоит — он может обидеться и перестать помогать.

## Заполучение Айтвараса
Заполучить Айтвараса можно двумя способами: либо продать дьяволу душу (не обязательно свою), либо вывести самому. По поверьям, для этого нужно семь лет держать в доме чёрного петуха (либо петуха с разноцветным ярким хвостом), пока он не снесёт перетянутое посередине яйцо. Яйцо петух должен высидеть сам.

## Упоминания в искусстве
- В оригинальной литовской версии фильма «Никто не хотел умирать» «Айтварас» — псевдоним командира лесных братьев «святого» Юозапаса.
- В серии книг И. Волынской и К. Кащеева об Ирке Хортице фигурирует Айтварас — Дракон вод, Тысячеглавый дракон, царевич Полоз, младший сын Табити Змиеногой, который становится возлюбленным главной героини.
- Макс Фрай упоминает Айтвараса в книге «Сказки старого Вильнюса».